# Архангельский, Александр Григорьевич
Алекса́ндр Григо́рьевич Арха́нгельский (4 [16] ноября 1889, Ейск, Кубанская область, Российская империя — 12 октября 1938, Москва, СССР) — советский пародист. Обладал исключительным литературным талантом имитировать стили поэтов и писателей, который использовал в своих пародиях. Часто сопровождал эпиграммами или пародиями карикатуры Кукрыниксов, став «четвёртым в тройке».

## Биография
Родился 4 (16) ноября в городе Ейске, крещён там же 5 (17) ноября в Михайло-Архангельском соборе. Родители: ейский мещанин Григорий Алексеевич Архангельский и Варвара Ивановна Архангельская (девичья фамилия — Сафронова).
В 1908 году был подвергнут аресту на 8 месяцев за членство в Ейской группе Кубанского комитета РСДРП и хранение дома партийной литературы. Работал конторщиком, статистиком и т. п. С 1920 года — на литературной работе. Публиковался в различных сатирических журналах.
Был женат первым браком (с 25 августа 1910) на ейской мещанке Параскеве Ивановне Мининой (1890—1942), вторым браком — на Фире Абрамовне (Эстер) Рейзер (1905—1980).
Умер от туберкулёза. Похоронен на Новодевичьем кладбище в Москве (Колумбарий, секция 77, 2-й ряд снизу, 2-я ниша слева).

## Творчество
Начинал как лирический поэт (посылал свои юношеские стихи на отзыв Николаю Гумилёву), публицист, сатирик, но смог проявить себя именно как пародист. Фактически стал основателем советской школы пародии. Печатался в «Крокодиле», «Вечерней Москве» и других изданиях.

## Факты
Над пародиями Архангельский работал подолгу. Возможно, единственная пародия, которая была сочинена экспромтом, — на стихотворение Александра Жарова «Магдалина». По воспоминаниям Григория Рыклина, Архангельский написал свою пародию на литературном вечере в Политехническом музее, пока Жаров читал своё стихотворение. После этого Архангельский выступил со своей только что законченной пародией и имел успех («Оживление в зале. Улыбки. Смех. Хохот. И Жаров смеётся»).